# Ениџе Вардар
Ениџе Вардар, Јениџе Вардар или Пазар (грч. Γιαννιτσά; Јаница, тур. Yenice-i Vardar; Vardar Yenicesi) град је у северној Грчкој, у области Македоније. Ениџе Вардар је седиште општине Пела у округу Пела у оквиру периферије Средишња Македонија.

## Положај
Ениџе Вардар се налази у северном делу Егејске Македоније, на 56  удаљености западно од Солуна. Град се налази у Солунском пољу са јужне стране планине Пајак. Надморска висина града је 40–50 .

## Историја
Српски лист „Цариградски гласник” је објавио јануара 1897. године објаву становника Јениџе Вардара Петра Пасхаловића. Петар је обавестио пријатеље и сараднике да је одлучио да своје досадашње презиме замени „старим породичним називом Гајевић”
У месту је септембра 1897. године са дозволом отворена српска основна школа шесторазредна. Чиниле су је мушка и женска школа. У прво време је уписано 70 ученика. Поред управитеља, радили су у њој учитељ и учитељица. Подсећања ради, прва молба за отварање школе у том месту Срби су поднели воденској црквеној власти 15. августа 1891. године. Молбу царским турским властима поднели су 8. фебруара 1892. године. Уследило је још неколико молби, на које није било потврдног одговора до 1897. године. Издала је власт 15. септембра 1897. дозволу под именом: „Дом напредка нарочито за србски народ у Јениџе Вардару”.

## Становништво
Према бугарском географу и историчару, Василу Канчову, у Ениџе Вардару је 1900. године живело 5.100 Турака, 4.000 Словена хришћана, 300 Рома и 90 Јевреја.. Код турског становништва је било Словена муслимана. Године 1924. принудно је исељено турско становништво у Турску и 1.887 Словена у Бугарску, углавном Бугарско приморје и Асеновград. На њихово место је насељен већи број грчких избегличких породица из Турске, укупно 4.848 особа. На попису из 1940. године Ениџе Вардар је имао 12.964 становника. Према статистици НОФ-а из 1947. године више од половине становништва Ениџе Вардара су чинили Словени.
| 1991.  | 2001.  | 2011.  | 2021.  |
| ------ | ------ | ------ | ------ |
| 22.504 | 29.364 | 31.983 | 28.759 |

Град је по последњем попису из 2021. године имао 28.759 становника.

## Галерија
- Митрополијска црква
- Стара кула
- Маузолеј
- Католичка црква светих Петра и Павла.

## Познате личности
- Агехји, османски песник и историчар
- Антоније Поп Христић, српски професор и дипломата